# Aperilampus discolor
Aperilampus discolor är en stekelart som först beskrevs av Walker 1862.  Aperilampus discolor ingår i släktet Aperilampus och familjen gropglanssteklar. Inga underarter finns listade i Catalogue of Life.